# أندرو نج
أندرو نج (بالصينية: 吳恩達) Andrew Ng عالم حاسوب متخصص في مجال الذكاء الاصطناعي. ولد في عام 1976 في المملكة المتحدة لوالدين سنغافوريين.

## الإنجازات
- حصل على بكالوريوس علوم الحاسب من جامعة كارنيغي ميلون، الماجستير من معهد ماساتشوستس للتقنية، الدكتوراة من جامعة كاليفورنيا-ببروكلي، ويعمل الآن كأستاذ مساعد في قسمي علوم الحاسب والهندسة الكهربية بجامعة ستانفورد، وهو مدير معمل ستانفورد للذكاء الإصطناعي أيضًا.
من أهم الباحثين في العالم في مجال الذكاء الإصطناعي، وخاصة فيما يتعلق بالتعلم الآلة والتعلم المتعمق، وقام بتطوير واحدة من أكثر طائرات الهيليكوبتر ذاتية القيادة كفاءة في العالم  ، بالإضافة إلى أنه عمل على المشروع يسمى STanford Artificial Intelligence Robot  والذي تحول فيما بعد إلى ROS (Robot Operating system) وهو يعتبر الآن أداة قياسية لمن يعملون في المجال.
- نشر أكثر من 100 بحث في مجال الذكاء الإصطناعي والروبوتيات.
- في 2008 تم ذكره في قائمة معهد ماساتشوستس للتقنية السنوية التي تعرض لأهم 35 مبدع على مستوى العالم تحت سن 35.
- مؤسس مشروع Google Brain  والذي يعد البداية الحقيقية للفت أنظار العالم لمجال التعلم العميق Deep Learning، والذي يمكننا من صناعة برامج تستطيع أن تتعلم ذاتيًا بدون توجيه صريح. مثلًا، المشروع الذي قاده نج في جوجل نتج عنه شبكة عصبية اصطناعية تم تدريبها على التعرف على القطط والأشخاص و 3000 شيء آخر، فقط عن طريق مشاهدة الفيديوهات على يوتيوب.

## كورسيرا
هو أحد مؤسسي موقع كورسيرا coursera التعليمي.